# Johannes-Kepler-Gymnasium Leonberg
Das Johannes-Kepler-Gymnasium ist eines von zwei allgemeinbildenden, staatlichen Gymnasien der Stadt Leonberg bei Stuttgart mit 710 Schülern in 22 Klassen sowie 7, Lehrern.
Benannt wurde die Schule nach dem Astronomen Johannes Kepler, der einige Jahre in Leonberg die Lateinschule besuchte.

## Geschichte
Das Johannes-Kepler-Gymnasium wurde 1967 als Progymnasium gegründet, weil das damals einzige Gymnasium der Stadt, das Albert-Schweitzer-Gymnasium, nicht mehr ausreichte. Fünf Jahre später, im Juni 1972, wurde das erste Abitur abgelegt.
Im September 1972 wurde die Schule in das heutige Gebäude verlegt. In den letzten zehn Jahren wurde die Schule bautechnisch wie technologisch auf dem neuesten Stand gehalten.

## Partnerschaft mit Industrie, Wirtschaft und Hochschulen
Das Johannes-Kepler-Gymnasium pflegt Verbindungen zu Wirtschaft und Industrie, zum Beispiel als offizielle Partnerschule der Siemens AG, welche Präsentationsseminare, Teamtrainings und Betriebsbesichtigungen für die Schüler anbietet. In dem Projekt Mädchen und Technik für Schülerinnen wird mit den industriellen Partnern Fa. Trumpf, Fa. Götenbodt und Fa. Zander zusammengearbeitet.
Für Oberstufenschüler findet die Schüler-Ingenieur-Akademie (SIA), eine kooperative Einrichtung mit Fachhochschulen, Firmen sowie Südwestmetall statt, in der die Schüler an Vorlesungen und Übungen an der Universität Stuttgart sowie in Firmen, zum Beispiel der Robert Bosch GmbH oder Behr, teilnehmen.
Seit 1996 halten unter dem Veranstaltungsnamen Kolleg im Kepler namhafte Wissenschaftler Vorträge über aktuelle wissenschaftliche Entwicklungen. Darunter waren auch die Nobelpreisträger Bert Sakmann und Klaus von Klitzing.

## Dreisprachige Elemente
Das naturwissenschaftliche Praktikum in Chemie und Teile der Biologie in Klasse 7 werden auf Englisch unterrichtet. Einige Themen des Fachs Geschichte in verschiedenen Klassenstufen werden auf Englisch und Französisch unterrichtet. Zudem gibt es die Möglichkeit, ab der 8. Klasse das Wahlfach Italienisch zu wählen.

## Neunjähriges Gymnasium (G9)
Die Stadt Leonberg führte zum Schuljahr 2001/2002 den verkürzten achtjährigen Bildungsgang (G8) an ihren Gymnasien ein (landesweit geschah dies erst 2004/2005). Damit ist das Johannes-Kepler-Gymnasium eine der ersten Schulen in Baden-Württemberg, in denen die Schüler bereits nach zwölf Jahren die allgemeine Hochschulreife (Abitur) erwerben. Seit dem Jahrgang 2025/2026 ist landesweit der neunjährige Bildungsgang erneut eingeführt.

## Oberstufenreform
Gemäß der Oberstufenreform in Baden-Württemberg legten 2004 die ersten Schüler ihr Abitur nach neuen Richtlinien ab. Als Folge der landesweiten Änderungen in Lehr- und Personalplänen gingen diverse Arbeitsgemeinschaften (AG) verloren. Einige Schüler versuchten – jedoch vergeblich – die Reform zu stoppen. So entwickelte sich das Gymnasium zu einem Ausgangspunkt vieler Gegenaktionen (zum Beispiel Petitionen), welche zum Teil im Kultusministerium Beachtung fanden.

## Kultur

### Sportliche Erfolge
- Bundessieger des Wettbewerbs Jugend trainiert für Olympia in der Disziplin Golf im Jahr 2007 und 2008 sowie das Erreichen des Landesfinales in den Jahren 2005 und 2006.
- Erreichen des Landesfinales bei Jugend trainiert für Olympia in der Kategorie Schwimmen in den Jahren 2006, 2007, 2008 und 2009.
- Erreichen des Bundesfinales bei Jugend trainiert für Olympia in der Kategorie Leichtathletik in den Jahren 2001 und 2003.

### Theater
Neben anderen Arbeitsgemeinschaften besitzt das Gymnasium Theatergruppen und eine breite Ausstattung an professioneller Veranstaltungstechnik, welche ausschließlich von Schülern bedient und gepflegt wird.

### Johannes-Kepler-/Albert-Schweitzer-Gymnasium – Big Band
Es gibt in Kooperation mit dem Albert-Schweitzer-Gymnasium eine Big Band. Die Big Band des Johannes-Kepler- und Albert-Schweitzer-Gymnasiums Leonberg steht seit ihrer Gründung im Jahr 1982 unter der Leitung von Rolf Beuchert. Sie besteht gegenwärtig aus etwa 18 Schülern der Klassen 6 bis 13. Außerdem spielen ehemalige Schüler nach Bedarf mit. Im Repertoire von etwa 50 Titeln sind Big-Band-Swing-Klassiker und ebenso Jazz-Rock-Titel enthalten. Seit ihrer Gründung spielte die Big Band über 100 Konzerte in Leonberg und Umgebung.

## Partnerschulen
Neben Kooperationen mit der Nachbarschule, dem Albert-Schweitzer-Gymnasium, gibt es weitere Partnerschulen, mit denen ein Austausch (sowohl Schüler wie Lehrer) stattfindet:
- Collège Léonard de Vinci, Belfort, Frankreich
- Lycée Condorcet, Belfort, Frankreich
- La Réunion, Französisches Überseedépartement
- Liceo Scientifico Statale T. Taramelli, Pavia, Italien
- Istituto Tecnico Commerciale Statale
- Maaslandcollege, Bilingual Department, Oss, Niederlande

Zudem findet ein kultureller Austausch mit Chotěboř in Tschechien statt.

## Persönlichkeiten

### Schulleiter
- von 1967 bis 1991: Gernot Hunck
- von 1991 bis 2009: Wolfgang Waldinger (* 1945 in Karlsbad), nach diesem ist der Wolfgang-Waldinger-Platz benannt[3]
- seit 2009: Roman Peters

### Lehrer
- Otto Klett (1910–1976), Vertriebenenfunktionär, Lehrer bis 1973

### Schüler
- Norbert Beck (* 1954), Politiker (CDU), Landtagsabgeordneter (Abitur 1973)
- Peter Hinz (* 1958), Politiker (CDU), ehemaliger Bundestagsabgeordneter (Abitur 1978)
- Joachim Wolf (* 1959), Politiker, Bürgermeister von Korntal-Münchingen (Abitur 1979)
- Ursula Kreutel (* 1965), deutsche Meisterin 1990 im Diskuswerfen, ehemalige Bürgermeisterin von Weissach (Abitur 1985)
- Thomas Schneider (* 1972), Fußballspieler und -trainer (bis zur 11. Klasse am JKG)